# Větrný mlýn (Janov)
Větrný mlýn holandského typu se nachází v obci Janov v okrese Děčín v Ústeckém kraji. Mlýn je zapsán v Ústředním seznamu nemovitých kulturních památek České republiky.

## Historie
Zděný větrný mlýn byl postaven v roce 1844. Provoz byl ukončen ve dvacátých letech 20. století, pak byl rekonstruován k obytným účelům. Poslední obyvatelé byli odsunuti v roce 1946 a objekt začal chátrat. V šedesátých letech 20. století byl objekt rekonstruován a začal sloužit jako rekreační objekt.

## Popis
Větrný mlýn je třípodlažní kuželová neomítaná zděná stavba holandského typu postavená z kvádrového pískovcového zdiva na kruhovém půdorysu. Nesymetricky rozmístěná okna s obloukovým záklenkem mají dřevěné okenice. Kuželová lepenková střecha byla původně pokryta břidlicí. Ve mlýně se dochovalo původní kamenné schodiště a mlýnské kameny, které jsou uložené v podlaze.

## Dostup
Větrný mlýn se nachází asi 300 m od středu obce v nadmořské výšce 320 metrů, vede k němu žlutá turistická značka. Je jedním z trojice mlýnů (další jsou v Arnolticích a v Růžové), které jsou od sebe vzdáleny 2 až 3 kilometry.